# Шортленд, Джон (младший)
Джон Шортленд (англ. John Shortland; 1769—1810) — британский морской офицер. Старший сын Джона Шортленда, с которым его часто путают. Открыл в Австралии реку Хантер, названную в честь губернатора колонии Джона Хантера.
В декабре 1809 года был тяжело ранен в морском бою с превосходящими силами французов. Его судно было повреждено настолько сильно, что победителям пришлось сжечь корабль. Шортленд был взят в плен и доставлен в госпиталь в Гваделупе, где и скончался в январе 1810. Он умер, продолжая исповедовать протестантизм, и был похоронен с полными воинскими почестями в столице Гваделупы Бас-Тер.
В честь Шортленда-младшего названы некоторые объекты в Австралии.